# Puntlassen

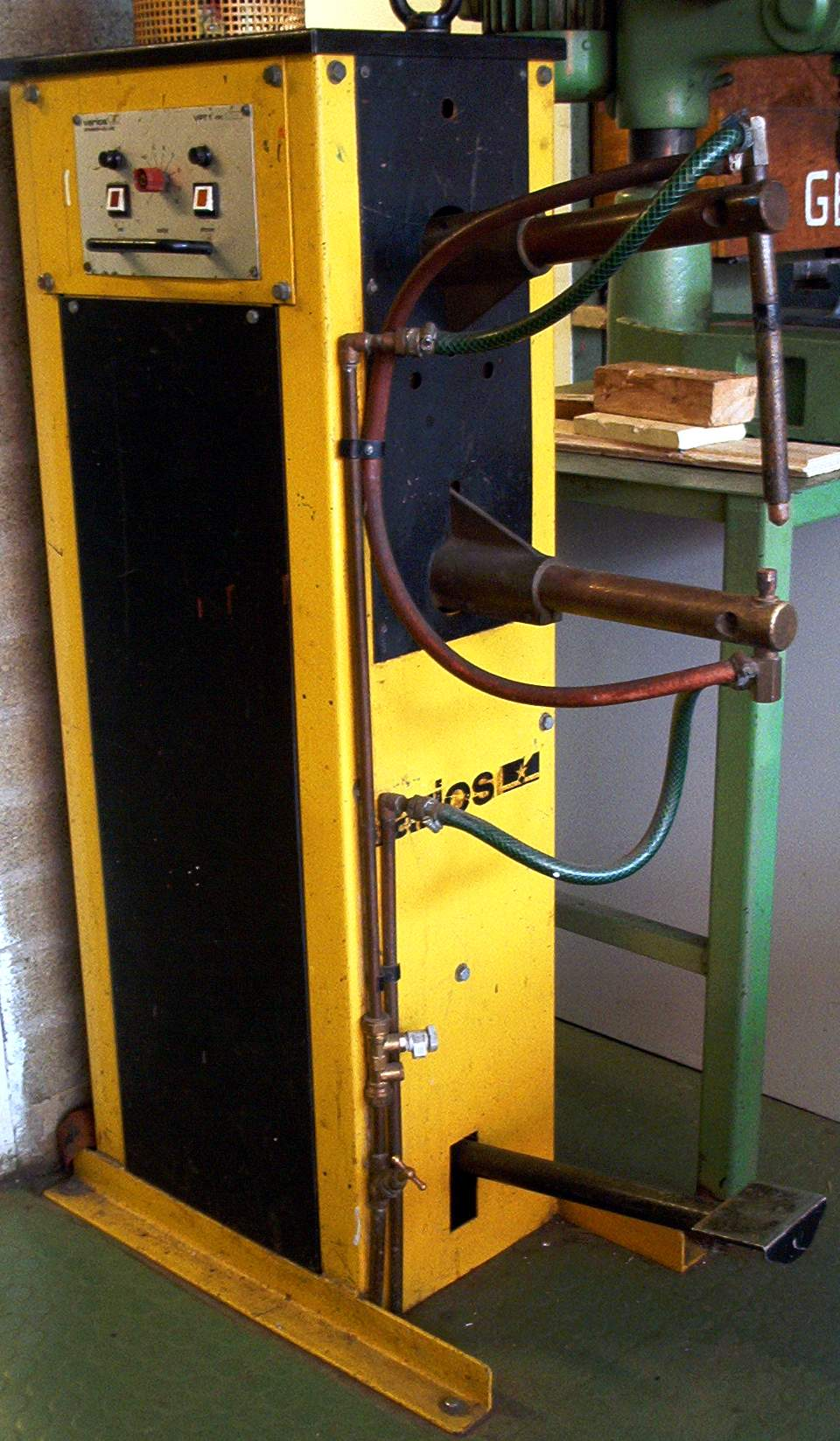
Puntlasapparaat.

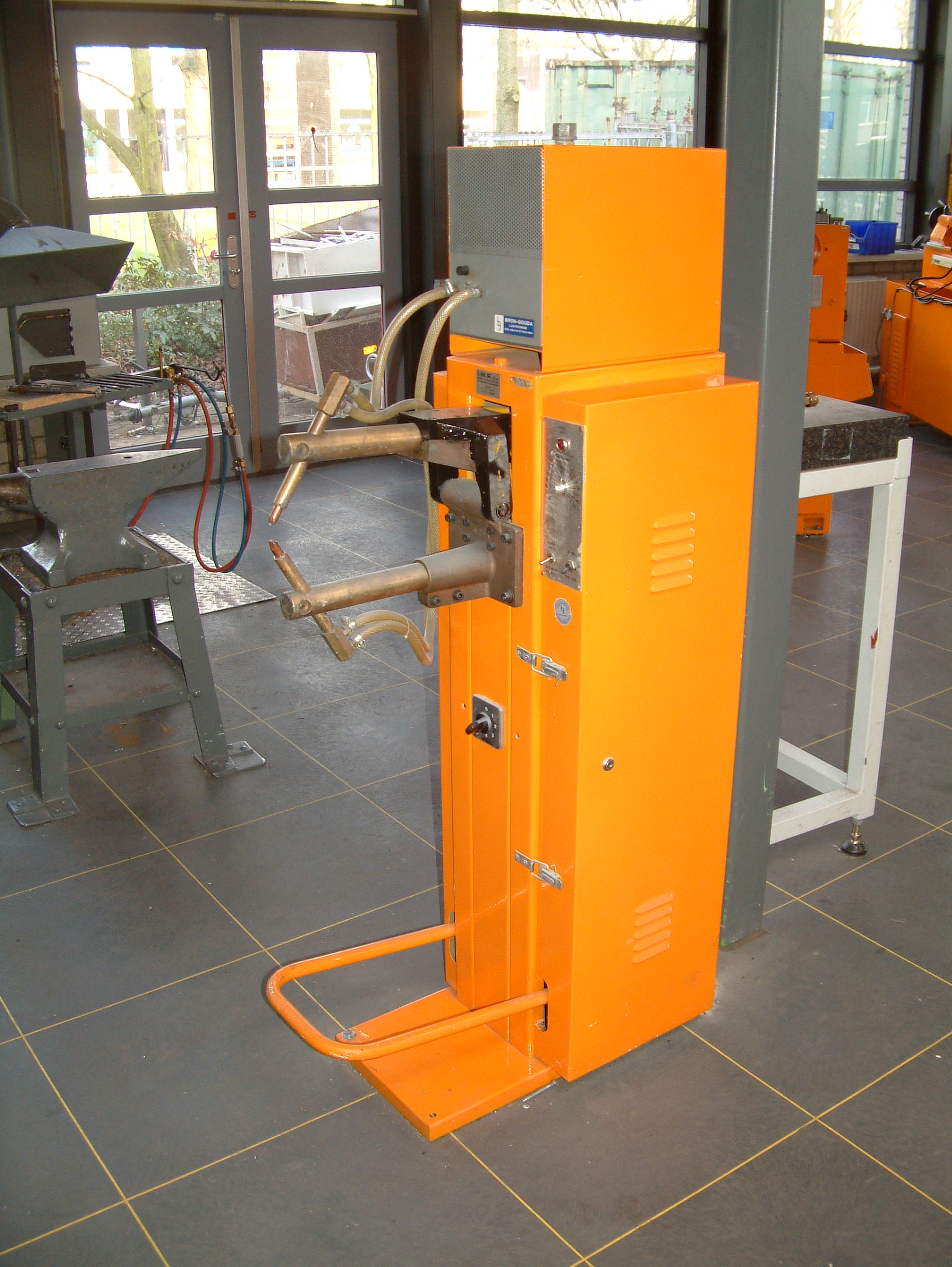

Puntlassen is een lasproces dat voornamelijk wordt toegepast op dunne metalen platen zonder toevoeging van materiaal.

## Kenmerken
Dit lasproces behoort tot de hoofdgroep van het elektrisch weerstandlassen. Er wordt een puntvormige las gemaakt door een grote elektrische stroom door een klein oppervlak van het werkstuk te laten lopen, die het metaal ter plaatse doet smelten.
Meestal wordt hierbij staal of roestvast staal gelast, maar het is ook mogelijk aluminium of gegalvaniseerd staal te lassen.

## Proces
De lagen plaatmateriaal die gelast moeten worden, worden met kracht ingeklemd tussen twee elektroden. Via deze elektroden wordt kortdurend (in de orde van 10 ms) een zeer grote elektrische stroom (tot wel 100 kiloampère) door het werkstuk gestuurd. Deze stroom veroorzaakt de grootste warmteontwikkeling op de plaats waar de elektrische weerstand het grootst is. Vooropgesteld dat de aansluitkabels voldoende dik zijn, is dat de plaats van de overgangen tussen de tegen elkaar gedrukte metaaldelen. Het is ook belangrijk dat de punten van de elektroden klein zijn, omdat dan de stroom geconcentreerd wordt op dat kleine oppervlak. Een bijkomend voordeel bij het gebruik van punten is dat er minder kracht nodig is om de platen tegen elkaar te drukken.
Om te voorkomen dat de elektroden smelten en aan het werkstuk vastgelast worden, worden ze meestal met water gekoeld.
Het is belangrijk de juiste parameters in te stellen, omdat een te korte pulsduur of te kleine stroom een onvoldoende doorlassing geeft, terwijl een te lange pulsduur of een te grote stroom tot gevolg kan hebben dat er een gat in het werkstuk wordt gesmolten of dat elektroden aan het werkstuk vast smelten.
Zuurstof uit de omgevingslucht kan tijdens het lassen oxidatie geven, wat de laskwaliteit negatief beïnvloedt. Het is ook daarom belangrijk dat de platen goed tegen elkaar worden gedrukt, zodat er zo min mogelijk lucht tussen zit. Doordat het maken van de las zeer kort duurt, heeft lucht ook weinig kans om het oppervlak te oxideren. Daarom is er geen beschermgas nodig.

## Rolnaadlassen

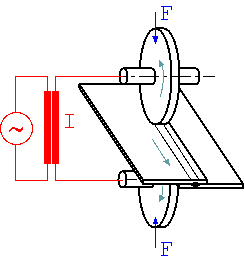
Schematische weergave van rolnaadlassen. I=stroom; F=kracht

Een variant op het puntlassen is rolnaadlassen. Hierbij zijn de puntvormige elektroden vervangen door koperen rollen. Deze worden aangedreven met een nauwkeurig in te stellen snelheid. Er kan worden gelast door een pulserende stroom te sturen door de rollen die het werkstuk krachtig aandrukken. Door de draaisnelheid van de rollen in combinatie met het aantal laspulsen per tijdseenheid nauwkeurig in te stellen kunnen veel lasvormen ingesteld worden. Zo is het mogelijk om (punt)lassen met een regelmatige afstand ten opzichte van elkaar worden gelegd, als een soort stippellijn.
Ook kunnen, bij een lage transportsnelheid en een hoge pulsfrequentie, overlappende lassen worden gemaakt, wat nodig kan zijn als een vloeistofdichte lasnaad nodig is zoals bij de brandstoftank van een auto.

## Toepassingen
Punt- en rolnaadlassen worden voornamelijk gebruikt bij plaatwerk, zoals de geautomatiseerde assemblage van auto's.

## Voor- en nadelen

### Voordelen
- Uitstekend te automatiseren (lasrobot) maar ook geschikt voor handmatig lassen
- Hoge verwerkingssnelheid mogelijk
- Eenvoudige bediening; eenvoudig te leren

### Nadelen
- Alleen mogelijk om dun plaatmateriaal te lassen, in de orde van 0,5-3 mm dik.
- Niet op elke plaats is het mogelijk een puntlas te plaatsen: beide zijden van het materiaal moeten bereikbaar zijn met de laselektroden.
- De te lassen platen moeten ongeveer even dik zijn (hooguit een factor 3 verschil).
- Er is een serieuze kans op insluitsels als het oppervlak van de te lassen delen niet goed schoon is.
- De lassen zijn puntvormig, waardoor de lasverbinding niet zo sterk is als een las over de volle lengte van de naad. Ook kan er zich vuil en vocht gaan ophopen tussen de plaatdelen net rond de las.